# Coppa Europa giovanile di arrampicata
La Coppa Europa giovanile di arrampicata è un circuito internazionale giovanile di gare di arrampicata organizzato annualmente dalla International Federation of Sport Climbing (IFSC), a partire dalla stagione 1996.
Durante l'evento si disputano tre specialità: Lead, Speed e Boulder. La specialità velocità è presente solo dal 2006 e la boulder dal 2011.
Gli atleti sono suddivisi in tre categorie:
- Junior (under 20): nati 18 o 19 anni prima dell'anno della Coppa
- Youth A (under 18): nati 16 o 17 anni prima dell'anno della Coppa
- Youth B (under 16): nati 14 o 15 anni prima dell'anno della Coppa

## Uomini

### Lead
| Ed.    | Anno | Junior              | Youth A             | Youth B                       |
| ------ | ---- | ------------------- | ------------------- | ----------------------------- |
| I.     | 1996 | Ralph Brunel        | Matej Sova          | Tomaz Valjavec                |
| II.    | 1997 | Timo Lautenschläger | Patxi Usobiaga      | Tomaz Valjavec                |
| III.   | 1998 | Flavio Crespi       | Tomaz Valjavec      | Roman Felix                   |
| IV.    | 1999 | Alexander Meikl     | Gérome Pouvreau     | Roman Felix                   |
| V.     | 2000 | Tomás Mrázek        | Cédric Lachat       | Jorg Verhoeven                |
| VI.    | 2001 | Tomás Mrázek        | Cédric Lachat       | Helmut Wörz                   |
| VII.   | 2002 | Cédric Lachat       | Eduard Marin Garcia | Gabriele Moroni               |
| VIII.  | 2003 | Cédric Lachat       | Gabriele Moroni     | Urban Gros                    |
| IX.    | 2004 | Jorg Verhoeven      | Ivan Kaurov         | David Lama                    |
| X.     | 2005 | Anthony Sapey       | Magnus Midtboe      | David Lama                    |
| XI.    | 2006 | Magnus Midtboe      | Jakob Schubert      | Mario Lechner                 |
| XII.   | 2007 | Magnus Midtboe      | Jakob Schubert      | Adam Ondra                    |
| XIII.  | 2008 | Jakob Schubert      | Mario Lechner       | Adam Ondra                    |
| XIV.   | 2009 | Gauthier Supper     | Alexander Megos     | Domen Skofic                  |
| XV.    | 2010 | Gauthier Supper     | Alexander Megos     | Domen Skofic                  |
| XVI.   | 2011 | Max Rudigier        | Loïc Timmermans     | Bernhard Röck                 |
| XVII.  | 2012 | Domen Skofic        | Loïc Timmermans     | Ruben Firnenburg              |
| XVIII. | 2013 | Maël Bonzom         | Hannes Puman        | Stefano Carnati               |
| XIX.   | 2014 | Sebastian Halenke   | Georg Parma         | Mathias Posch                 |
| XX.    | 2015 | Georg Parma         | Sascha Lehmann      | Mikel Asier Linacisoro Molina |
| XXI.   | 2016 | Hannes Puman        |                     |                               |
| XXII.  | 2017 |                     |                     |                               |

### Speed
| Anno | Junior                            | Youth A            | Youth B            |
| ---- | --------------------------------- | ------------------ | ------------------ |
| 2006 | ?                                 | ?                  | ?                  |
| 2007 | ?                                 | ?                  | ?                  |
| 2008 | ?                                 | ?                  | ?                  |
| 2009 | ?                                 | ?                  | ?                  |
| 2010 | ?                                 | ?                  | ?                  |
| 2011 | Leonardo Gontero                  | Rafal Halasa       | Alessandro Santoni |
| 2012 | Leonardo Gontero                  | Jan Kriz           | Aleksandr Shikov   |
| 2013 | Quentin Nambot                    | Alessandro Santoni | Lev Rudatskiy      |
| 2014 | Quentin Nambot Alessandro Santoni | Ludovico Fossali   | Paolo Martignene   |

### Boulder
| Anno | Junior              | Youth A            | Youth B         |
| ---- | ------------------- | ------------------ | --------------- |
| 2011 | Max Rudigier        | Michael Piccolruaz | Lucas Kaiser    |
| 2012 | Kevin Heiniger      | Joachim Tensing    | Dominic Burns   |
| 2013 | Michaels Piccolruaz | Dominic Burns      | Stefano Carnati |
| 2014 | David Firnenburg    | Baptiste Ometz     | Leo Avezou      |

## Donne

### Lead
| Anno | Junior               | Youth A                         | Youth B                       |
| ---- | -------------------- | ------------------------------- | ----------------------------- |
| 1996 | Annatina Schultz     | Katarina Stremfelj              | Maria Belomestnova            |
| 1997 | Bettina Schöpf       | Sasa Truden                     | Maria Belomestnova            |
| 1998 | Katarina Stremfelj   | Barbara Bacher                  | Natalija Gros                 |
| 1999 | Katarina Stremfelj   | Barbara Bacher                  | Natalija Gros                 |
| 2000 | Nastja Guzzi         | Jenny Lavarda                   | Maja Vidmar                   |
| 2001 | Isabella Ritsch      | Natalija Gros                   | Tereza Kysilkova              |
| 2002 | Katja Vidmar         | Angela Eiter                    | Katharina Saurwein            |
| 2003 | Nadine Ruh           | Angela Eiter                    | Silvie Rajfova                |
| 2004 | Alix Graftiaux       | Katharina Saurwein              | Franziska Saurwein            |
| 2005 | Mina Markovic        | Anna Stöhr                      | Juliane Wurm                  |
| 2006 | Katharina Saurwein   | Christina Schmid                | Johanna Ernst                 |
| 2007 | Mathilde Brumagne    | Juliane Wurm                    | Johanna Ernst                 |
| 2008 | Mathilde Brumagne    | Dinara Fakhritdinova            | Katharina Posch               |
| 2009 | Charlotte Durif      | Hélène Janicot                  | Katharina Posch               |
| 2010 | Charlotte Durif      | Hélène Janicot                  | Elena Bonapace Anak Verhoeven |
| 2011 | Katherine Choong     | Magdalena Röck                  | Anak Verhoeven                |
| 2012 | Tina Johnsen Hafsaas | Anak Verhoeven                  | Stasa Gejo                    |
| 2013 | Manon Hily           | Julia Chanourdie Anak Verhoeven | Celine Cuypers Eva Scroccaro  |
| 2014 | Anak Verhoeven       | Molly Thompson-Smith            | Janja Garnbret                |

### Speed
| Anno | Junior          | Youth A              | Youth B              |
| ---- | --------------- | -------------------- | -------------------- |
| 2006 | ?               | ?                    | ?                    |
| 2007 | ?               | ?                    | ?                    |
| 2008 | ?               | ?                    | ?                    |
| 2009 | ?               | ?                    | ?                    |
| 2010 | ?               | ?                    | ?                    |
| 2011 | Karina Miroslaw | Aleksandra Rudzinska | Alexandra Elmer      |
| 2012 | Anouck Jaubert  | Izabela Janis        | Anastasiia Klochkova |
| 2013 | Nina Lach       | Patrycja Chudziak    | Evelyne Fux          |
| 2014 | Nina Lach       | Anastasia Manuylova  | Giulia Fossali       |

### Boulder
| Anno | Junior        | Youth A           | Youth B           |
| ---- | ------------- | ----------------- | ----------------- |
| 2011 | Cindy Sararak | Katja Kadic       | Annalisa De Marco |
| 2012 | Fanny Gibert  | Julia Chanourdie  | Paloma Simon      |
| 2013 | Manon Hily    | Stasa Gejo        | Asja Gollo        |
| 2014 | Jessica Pilz  | Franziska Sterrer | Janja Garnbret    |